# شهرستان گونزالس (تگزاس)
شهرستان گونزالس، تگزاس (به انگلیسی: Gonzales County, Texas) یک سکونتگاه مسکونی در ایالات متحده آمریکا است که در تگزاس واقع شده‌است.

## خصوصیات
شهرستان گونزالس ۲٬۷۷۱٫۳ کیلومترمربع مساحت دارد.